# Andrej Naumann
Andrej Naumann (* 20. März 1979 in Qaraghandy, Kasachische SSR, Sowjetunion) ist ein ehemaliger  deutsch-kasachischer Eishockeyspieler, der über viele Jahre für den EV Füssen in der Oberliga aktiv war.

## Karriere
Die Karriere von Andrej Naumann begann 1997 in der 2. Bundesliga beim EC Wilhelmshaven, wo er für vier Spielzeiten blieb. Danach wechselte Andrej zum ETC Crimmitschau, um nach nur einer Saison nach Wilhelmshaven zurückzukehren. Insgesamt absolvierte er 234 Spiele in der zweithöchsten deutschen Spielklasse. Wiederum spielte er nur die Saison 2002/03 an der Nordsee.
Zwischen 2003 und 2005 stand Andrej Naumann beim EV Ravensburg unter Vertrag. Ab der Saison 2005/06 bis 2014 spielte er für den EV Füssen in der Oberliga.